# Wiemesmeer

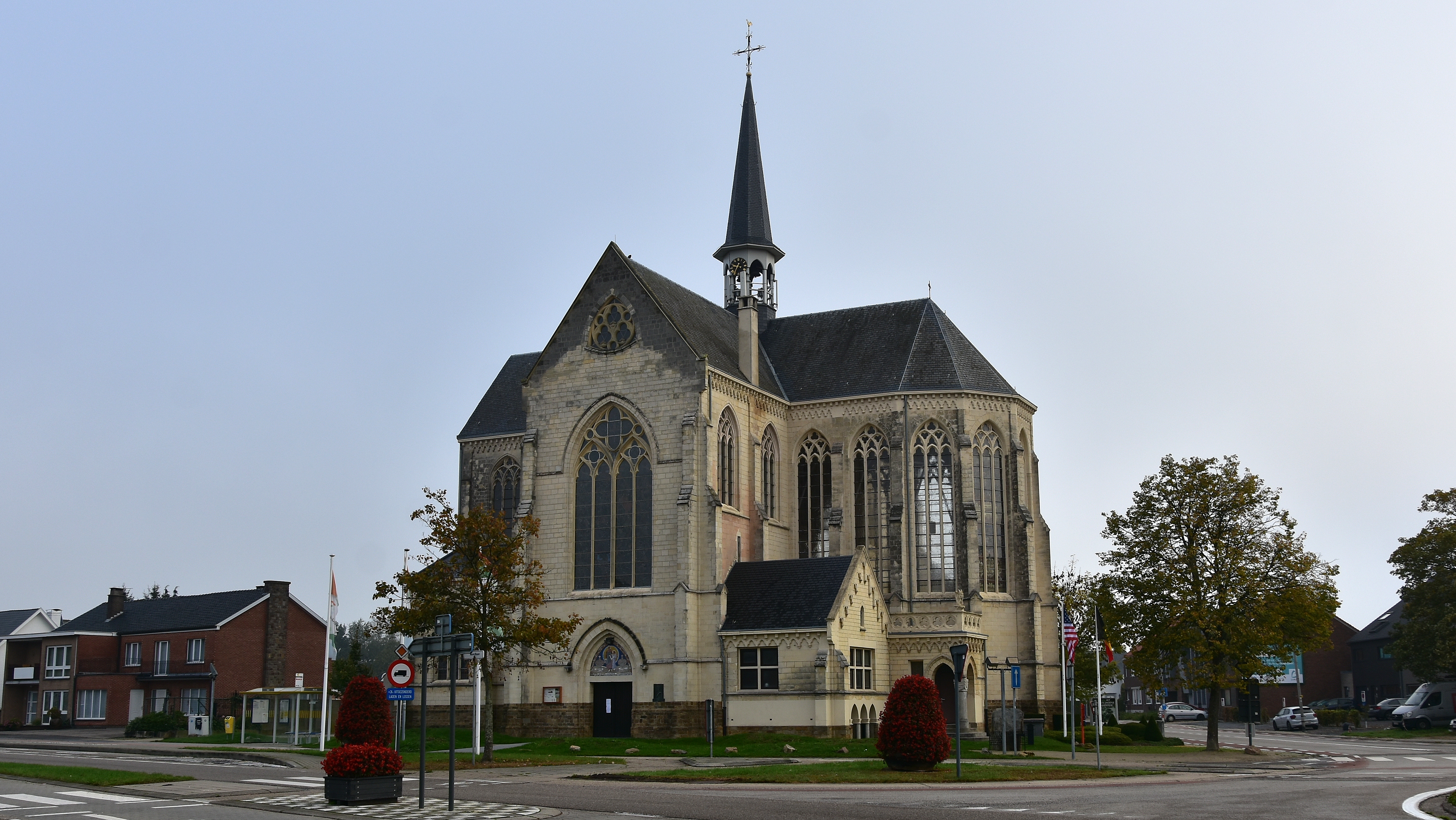
De Sint-Jozefkerk

Wiemesmeer is een Belgisch-Limburgs kerkdorp in het noordwesten van de gemeente Zutendaal, gelegen op het Kempens Plateau, op ongeveer 90 meter hoogte. Tevens het grootste gehucht van Zutendaal. Wiemesmeer is een betrekkelijk recente nederzetting.

## Bezienswaardigheden
- Een Lourdesgrot uit 1925 bevindt zich in het zuidwesten van de plaats.
- In 1936 werd de Sint-Jozefkerk gebouwd, het is een getrouwe kopie van de voormalige kerk van de Abdij van Hocht. Architect van deze kerk was André Driessen uit Genk, die omstreeks dezelfde periode ook architect was van het voormalige Sint-Jansziekenhuis in Genk, gelegen aan de Weg naar As en afgebroken in 2015.
- Ten zuiden van Wiemesmeer, aan de Boeneveldstraat, staat een 'ongelukskruis' uit 1731.[1]
- Een Sint-Hubertuskapel bevindt zich in de bossen ten noordoosten van Wiemesmeer.
- De weg Wiemesmeer-As (deel van de N730) is sinds mei 2003 gesloten voor gemotoriseerd verkeer, als ontsnippering van het bosgebied dat deel uitmaakt van het Nationaal Park Hoge Kempen. De brug over de autosnelweg E314 werd omgebouwd tot 'eco-velo-duct'. Het asfalt daar werd vervangen door een zandlaag om plantengroei mogelijk te maken en dieren zo de gelegenheid te geven om te migreren. In de plaats van de klassieke brugleuning kwam een 2,5 meter hoge houten leuning om overstekende dieren af te schermen van het geluid en het licht van het verkeer op de snelweg. De afgesloten weg is open voor fietsers en maakt deel uit van het fietsknooppuntennetwerk, over de brug is een betonnen fietsstrook gelegd.
- Tankmonument

## Natuur en landschap
Wiemesmeer ligt op het Kempens Plateau, op een hoogte van ongeveer 90 meter. De omgeving is zeer bosrijk. Ten oosten van Wiemesmeer strekt zich een militair domein uit, met in het westen, op Genks grondgebied, het domein Kattevennen, dat deel uitmaakt van het Nationaal Park Hoge Kempen.

## Nabijgelegen kernen
Zutendaal, Genk, Waterschei, As
Gehuchten: Bessemer · Broek · Daal · Gewaai · Papendaal · Roelen · Stalken · Wiemesmeer

Belgische gemeenten · Arrondissement Tongeren · Limburg · Vlaanderen